# Тодд, Шугар
Шугар Рашелл-Файе Челси Тодд (англ. Sugar Rashelle-Faye Chelsea Todd; род. 19 июля 1990 года, Омаха, Небраска) — американская конькобежка, участница зимних Олимпийских игр 2014 года.

## Биография
Шугар Тодд родилась в городе Омаха. Родители назвали её Шугар, что в английском языке переводится, как сахар (англ. sugar), так как при её рождении называли "сладкая".. В возрасте 8-ми лет вступила в клуб конькобежцев Омахи и катается на коньках с 9 лет после того, как её родители Майк и Диана Тодд, переехали из Омахи в город Милуоки, где Шугар начала тренироваться в Национальном ледовом центре «Петтит».
В 2003 году она установила пять национальных рекордов и выиграла титулы чемпиона США и Северной Америки в своей возрастной группе среди юниоров. В 2007 году заняла 3-е место на чемпионате США среди юниоров в спринтерском многоборье. В 2009 и 2010 годах она участвовала на юниорских чемпионатах мира и в 2010 году стала чемпионкой в забеге на 500 м и заняла 2-е место в многоборье на юниорском чемпионате США. В 2012 году Тодд переехала из Висконсина в Солт-Лейк-Сити, чтобы тренироваться на Олимпийском овале в рамках Национальной программы подготовки.
В 2013 году на чемпионате США она заняла 4-е места на дистанциях 500 и 1000 м и дебютировала на спринтерском чемпионате мира в Солт-Лейк-Сити, где заняла 25-е место в многоборье. Через год на чемпионате мира в Нагано стала 14-й.
На зимних Олимпийских играх в Сочи Тодд была заявлена для участия в забеге на 500 и 1000 м. 11 февраля 2014 года на ледовом катке Адлер-Арена в забеге на 500 м она финишировала с результатом 76,42 сек, заняв 29-е место.. 13 февраля на дистанции 1000 м она пробежала за 1:19,13 сек и заняла 32-е место..
На чемпионате мира в Астане 2015 года, она заняла 13-е место в итоговой классификации. Через год в Сеуле осталась на 19-й позиции в многоборье. В 2016 году она получила травму колена и перенесла операцию. В 2017 году на чемпионате США заняла 2-е и 3-е места соответственно на дистанциях 500 и 1000 м, а на чемпионате мира в Калгари заняла 16-е место.
Во время квалификационных забегов за право войти в состав олимпийской сборной США на зимние Олимпийские игры 2018 года Тодд проиграла борьбу за место Эрин Джексон, заняв 4-е место на дистанции 500 м и 7-е на 1000 м.. После чего написала душераздирающее письмо о пропуске олимпиады 2018 и её прощании с конькобежным спортом.
С 2019 года Шугар Тодд ведёт международные велосипедные прогулки по реке Дунай в Европе. Её маршруты проходят через Германию, Австрию, Чехию и Венгрию.

## Личная жизнь
Шугар Тодд выпускник восточной средней школы Вауватоса 2008 года. В свободное от тренировок время занимается выпечкой сладостей, реализация которых помогает покрывать часть расходов, связанных с выступлениями. Её родители в течение 15 лет вкладывали своё время и деньги в её карьеру, но поехать в Сочи на Олимпиаду не могли, тогда Шугар обратилась в интернет по сбору средств на оплату авиабилетов, проживания в отеле и виз для своих родителей и собрала 5000 долларов в рамках кампании GoFundMe. В настоящее время Тодд живёт в Портленде.